# Manuel Antonio Flórez
Manuel Antonio Flórez Maldonado Martínez Ángulo y Bodquín (Siviglia, 27 maggio 1723 – Madrid, 20 marzo 1799) è stato un generale spagnolo della marina e viceré della Nuova Granada (1776 - 26 novembre 1781) e della Nuova Spagna (17 agosto 1787 - 16 ottobre 1789).

## Inizio carriera
Flórez entrò nella marina spagnola, dove comandò varie navi da guerra combattendo la pirateria, sia nel Mediterraneo che nelle colonie spagnole nelle Americhe. Si distinse per il valore e le grandi conoscenze, diventando cavaliere dell'Ordine di Calatrava. Diventò comandante del Dipartimento Navale di el Ferrol, importante base, cantiere navale ed arsenale della Spagna nord-occidentale. Rimase con questo incarico per quattro anni (1771-75).
Flórez fu nominato viceré della Nuova Granada, salpando il 3 dicembre 1775 per assumere l'incarico. Rimase viceré per 11 anni e 5 mesi. Era amato in Nuova Granada. Rassegnò le dimissioni nel 1787, parlando di problemi di salute. Le sue dimissioni sembrano però essere dovute alle critiche di José de Gálvez y Gallardo, ministro delle Indie, e dell'arcivescovo Antonio Caballero y Góngora di Bogotà.

## Viceré della Nuova Spagna
Nel 1787 fu nominato viceré della Nuova Spagna e presidente della Audiencia Reale del Messico. Giunse a Veracruz il 18 luglio 1787 assumendo l'incarico a Città del Messico il 17 agosto.
Fondò tre nuovi battaglioni di volontari a Città del Messico, Nueva España e Puebla. Si rifiutò di dividere la propria autorità con Francisco Mangino, nominato sovrintendente della Nuova Spagna (1787). Inviò ogni anno 50 000 pesos a New York, per ordine della corona.
Intervenne in una disputa tra i missionari ed il governatore militare della California. Decise che i figli dei più grandi latifondisti della colonia avrebbero ricoperto gli incarichi principali dell'esercito coloniale. Nel 1788 decise di assumere 11 minatori tedeschi di Dresda per insegnare ai messicani le più avanzate tecniche metallurgiche.
Durante il suo governo aprì il Real Estudio Botánico. Il 28 aprile 1788 lo storico messicano e gesuita Francisco Javier Alegre morì in esilio a Bologna. Il 4 giugno 1788 la spedizione di Esteban José Martínez salpò da San Blas, con la Princesa, per esplorare la costa del Pacifico settentrionale. Questa spedizione raggiunse lo stretto di Bering. Il 12 agosto 1788 Lorenzo de Zavala nacque nello Yucatán. In seguito divenne vicepresidente della Repubblica del Texas.
Re Carlo III morì il 14 dicembre 1788 dopo un lungo regno. I sontuosi funerali che seguirono costarono enormi cifre al tesoro della Nuova Spagna. Il viceré Flórez ne fu personalmente colpito, dato che Carlo III era stato il suo protettore.
L'Audiencia informò la corona della debole salute di Flórez, e gli fu ordinato di fare un passo indietro. Gli furono concessi sei mesi supplementari di stipendio per finanziare il ritorno in Spagna. Fece ritorno il 16 ottobre 1789, e ricevette in premio la croce dell'Ordine di Carlo III, venendo anche nominato capitano generale della marina. Morì a Madrid il 20 marzo 1799.